# 彦島島内のアナログ中継局
彦島島内のアナログ中継局（ひこじまとうないのアナログちゅうけいきょく）は、山口県下関市彦島地区に置かれていたアナログテレビジョン放送中継局。

## 概要
関門海峡地帯は地形等が複雑で福岡県と山口県の県境が複雑に入り組んでいる。このため彦島（六連島も含む）を中心とした響灘沿岸部では、福岡県北九州市の皿倉山にある八幡テレビ・FM放送所から出される電波を受信している世帯も少なくなかったが、火の山からの電波が届きにくいことも少なくなかった。

## チャンネルと出力
※は、デジタル中継局が設置されない中継局。なお、すべてがミニサテライト局である。
×は非置局。
| 火の山局のチャンネル→  | 火の山局のチャンネル→ | 火の山局のチャンネル→    | 火の山局のチャンネル→                                    | 4   | 21  | 33  | 39       | 41       | 開局年月日 |
| 局名→                  | 局名→                 | 局名→                    | 局名→                                                    | KRY | YAB | TYS | NHK 総合 | NHK 教育 | 開局年月日 |
| 中継局名               | 偏波面                | 空中線電力 （映像/音声） | ERP （映像/音声）                                        | KRY | YAB | TYS | NHK 総合 | NHK 教育 | 開局年月日 |
| ---------------------- | --------------------- | ------------------------ | -------------------------------------------------------- | --- | --- | --- | -------- | -------- | ---------- |
| 福浦（ふくうら）       | 水平偏波              | 1W/250mW                 | 3.9W/970mW（NHK） 3.5W/950mW（tys）                      | ×   | ×   | 57+ | 49+      | 53+      |            |
| ※迫（さこ）            | 水平偏波              | 500mW/125mW              | 2.5W/630mW (NHK･E) 2.6W/640mW（NHK･G） 2.6W/660mW（tys） | ×   | ×   | 43+ | 47       | 51+      |            |
| ※下関伊崎              | 水平偏波              | 100mW/25mW               | 440mW/110mW（全局）                                      | 52  | ×   | 50  | 48       | 44       |            |
| ※彦島荒田              | 水平偏波              | 100mW/25mW               | 290mW/72mW（NHK・tys） 280mW/70mW（KRY）                 | 52  | ×   | 50  | 48       | 44       |            |
| ※彦島田の首            | 水平偏波              | 100mW/25mW               | 290mW/72mW（NHK・tys） 280mW/70mW（KRY）                 | 52  | ×   | 50  | 38       | 44       |            |
| 彦島弟子待（でしまつ） | 水平偏波              | 100mW/25mW               | 155mW/39mW（全局）                                       | 58  | ×   | 61  | 55       | 47       |            |

- 放送エリアは、彦島を中心とした響灘沿い・六連島の地域。
- 下関伊崎局・弟子待局は1978年2月27日開局（NHK・KRY）
- 田の首局・荒田局は1978年3月17日開局（NHK・KRY）
- 福浦局・迫局は、1979年12月20日開局（NHK・TYS）
- 2011年7月24日をもってすべて廃止された。

## 備考
- KRYは迫と福浦、YABは全局に設置されていない。2008年（平成20年）5月、福岡県北九州市小倉北区のリーガロイヤルホテル屋上に下関西中継局が設置されたのを機に両者とも事実上デジタル新局での開局となった。
- 地上デジタル放送については、下関西中継局でカバーするため、状況が改善される地域が有る一方、どうしても中継局を新設しなければならないケースも存在する。

## 所在地
- 福浦中継局 - 下関市彦島塩浜町2丁目5868-3（大山）
- 迫中継局 - 下関市彦島迫町3丁目6144
- 下関伊崎中継局 - 下関市海士郷町5003番地（小戸山）
- 彦島荒田中継局 - 下関市彦島迫町1丁目2947-1（山口合同ガス工場北方）
- 彦島田の首中継局 - 下関市彦島田の首町2丁目1872-2
- 彦島弟子待中継局 - 下関市彦島弟子待町2丁目5469-1